# Klostergatan
För Klostergatani Jönköping, se Klostergatan, Jönköping
Klostergatan är en gata i centrala Lund.
Klostergatan ligger i kvarteret Gråbröder som fått sitt namn efter det medeltida Gråbrödraklostret i Lund. I samband med tillkomsten av järnvägen Malmö–Lund 1856 då ett intensivt trafikerat stråk mellan stadens gamla centrum kring Stortorget och den nya kommunikationsleden bildades blev Klostergatan i slutet av 1800-talet en av stadens viktigaste affärsgator. Idag finns det butiker och restauranger längs gatan.